# 俄羅斯的謝尼婭·亞歷山德羅芙娜女大公
謝尼娅·亞歷山德羅芙娜·罗曼诺娃（俄语：Ксения Александровна Романова，1875年4月6日—1960年4月20日）是俄羅斯帝國沙皇亞歷山大三世與妻子丹麥的達格瑪的女兒。她是末代沙皇尼古拉二世的妹妹，也是俄羅斯帝國最後的女大公之一。1894年，她和堂叔亞歷山大·米哈伊洛維奇大公结婚。亞歷山大是沙皇尼古拉一世的孙子。他们婚后育有七名子女。她的女婿費利克斯·尤蘇波夫和表亲德米特里·巴甫洛维奇一起合谋杀害格里戈里·叶菲莫维奇·拉斯普京。1917年俄国革命后，她和家人流亡到克里米亚并在次年得知尼古拉二世一家被杀害的消息。1919年，红军接近克里米亚。在姨妈英國的亞歷山德拉王后的帮助下，謝尼娅一家和母亲逃亡到英国。